# Ceylonosticta tropica
Ceylonosticta tropica – gatunek ważki z rodziny Platystictidae. Endemit Sri Lanki.